# Rubelita
Rubelita is een gemeente in de Braziliaanse deelstaat Minas Gerais. De gemeente telt 8.097 inwoners (schatting 2009).

## Aangrenzende gemeenten
De gemeente grenst aan Comercinho, Coronel Murta, Fruta de Leite, Itinga, Josenópolis, Padre Carvalho, Salinas en Virgem da Lapa.